# Тарантино, Квентин
Кве́нтин Джеро́м Таранти́но (англ. Quentin Jerome Tarantino, МФА: [ˈkwɛntɪn ˈd͡ʒɛɹo͡ʊm ˌtæɹɐnˈtiːno͡ʊ]; род. 27 марта 1963, Ноксвилл, Теннесси, США) — американский кинорежиссёр, сценарист, продюсер, актёр и писатель.
Один из наиболее ярких представителей постмодернизма в независимом кинематографе. Фильмы Тарантино отличаются нелинейной структурой повествования, переосмыслением культурно-исторического процесса, использованием готовых форм и эстетизацией насилия.
Дебютной работой Квентина Тарантино стала лента «Бешеные псы» (1992), однако мировую известность кинематографист получил после картины «Криминальное чтиво» (1994), принесшей ему «Золотую пальмовую ветвь» Каннского кинофестиваля, а также премии «Оскар», BAFTA и «Золотой глобус» в категории «Лучший оригинальный сценарий». К его работам также относятся «Джеки Браун» (1997), «Убить Билла» (в двух частях, 2003—2004), «Доказательство смерти» (2007), «Бесславные ублюдки» (2009), «Джанго освобождённый» (2012), «Омерзительная восьмёрка» (2015) и «Однажды в… Голливуде» (2019). За сценарий к «Джанго освобождённому» Тарантино был вновь удостоен премий «Оскар», BAFTA и «Золотой глобус». В 2021 году вышел его роман «Однажды в Голливуде», ставший расширенной новеллизацией одноимённого фильма, а в ноябре 2022 года вышла вторая книга — «Киноспекуляции». В марте 2023 года Тарантино объявил о начале работы над фильмом «Кинокритик», который должен был стать последним в его режиссёрской карьере. Впоследствии Тарантино бросил работу над фильмом и занялся другим проектом.
В 2004 году Тарантино являлся председателем жюри основной конкурсной программы на Каннском кинофестивале. В 2010 году Тарантино был назначен председателем жюри основного конкурса 67-го Венецианского кинофестиваля.

## Жизнь и карьера

### Ранние годы
Квентин Тарантино родился вне брака у шестнадцатилетней медсестры Конни Макхью от актёра и музыканта Тони Тарантино. Конни родилась в Ноксвилле и имеет ирландские корни и корни индейского племени чероки. Тони — американец итальянского происхождения, родился в Куинсе. Мать Квентина была одарённой ученицей, окончила школу в 15 лет и вышла замуж за Тони только для того, чтобы стать независимой женщиной. Но брак не удался, они расстались. О том, что она беременна, Конни узнала уже после развода, но никогда не пыталась связаться с бывшим мужем, и сам Квентин в дальнейшем не предпринимал попыток найти своего биологического отца. Конни сначала хотела дать ребёнку имя Квинт в честь Квинта Аспера, героя ковбойского сериала «Дым стрельбы» в исполнении Бёрта Рейнольдса, но позже решила назвать его Квентин в честь героя романа «Шум и ярость» Уильяма Фолкнера Квентина Компсона.

Когда Квентину исполнилось два года, они с матерью переехали на юг Лос-Анджелеса, в Торранс, а позже в соседний Харбор-Сити. В Лос-Анджелесе и прошло его детство, он пошёл в младшую среднюю школу Fleming в Ломите и брал уроки драмы. Мать повторно вышла замуж за местного музыканта Курта Заступила. Курт усыновил Квентина, когда тому было два с половиной года, и дал ему свою фамилию. По сути, только окончив школу и решив стать актёром, Квентин вернул себе более подходящую для сцены фамилию своего биологического отца — Тарантино. По мере того как Конни делала удачную карьеру в области фармакологии, семейство построило собственный дом. Конни работала весь день, а Курт по ночам, поэтому Квентин проводил много времени с отчимом и его друзьями. Единственный ребёнок среди взрослых, Квентин много часов проводил перед телевизором, без конца пересматривая различные сериалы и телевизионные шоу. Семья постоянно ходила в кино, это было их любимым отдыхом. В раннем возрасте он посмотрел такие фильмы, как «Познание плоти» и «Избавление», просмотр которых даже в наше время не рекомендуется лицам моложе 16 лет. А его любимым фильмом в детстве был «Эбботт и Костелло встречают Франкенштейна». 
Я ненавидел школу. Школа меня угнетала. Я хотел быть актёром. Всё, в чём я не преуспеваю, мне не нравится. И я просто не мог сосредоточиться на школе. Я всегда любил читать и интересовался историей. История была как кино. Но многое из того, чему люди учились легко, мне давалось с трудом. Я никогда не сёк в математике и правописании, до пятого класса я не умел кататься на велосипеде, не умел плавать даже в старших классах, я не понимал, как узнавать время, до шестого класса.

Когда Квентину было восемь лет, Курт и Конни развелись. Интерес к кино у мальчика только рос, и он разыгрывал массу сценариев со своими игрушечными персонажами. Хотя Квентин и был талантливым ребёнком, у него начались проблемы со школой. Он учился в средней школе Нарбонна в Харбор-Сити. Тарантино не нравилось то, что он учился в частной, платной христианской школе, поэтому он начал прогуливать уроки. В 15 лет с вынужденного согласия матери он бросил школу с условием, что найдёт работу. Мать хотела, чтобы он понял, что жизнь без образования не сплошной праздник. Тарантино обрёл первое рабочее место в качестве билетёра в одном из кинозалов в Торрансе, где крутили порно; мать знала, что он работает в кинотеатре, но даже не догадывалась, что там показывают порнографию. Позже Квентин сказал:
Большинство подростков думают: „Классно, я в порнокинотеатре!“ — Но мне не нравились порнофильмы. Мне нравилось настоящее кино, а не это — противное и дешёвое.
По вечерам он начал посещать курсы актёрского мастерства Джеймса Беста. Утверждения, что Квентин снимался в фильмах «Рассвет мертвецов» и «Король Лир», не являются правдой. Квентин много лет назад ложно писал эти утверждения в своём резюме, чтобы тем самым компенсировать нехватку опыта. Но, несмотря на этот шаг, роли не посыпались на него из рога изобилия. В январе 1981 года в центре Джеймса Беста он впервые встретился со сценаристом Крейгом Хейменном, который стал другом и соратником Квентина в те далёкие дни. В 1984 году Хейменн познакомил Тарантино с Кэтрин Джеймс, которая в дальнейшем стала менеджером Тарантино во время съёмок «Криминального чтива». В 22 года Тарантино устроился на работу в «Видео-архив», пункт видеопроката на Манхэттен-Бич, который с тех пор превратился в «Ривьеру-Таксидо» с ещё более разросшимся магазином, переехавшим на пару миль в сторону. Его владелец, как и в те старые времена, — доброжелательный Ланс Лоусон. В видеопрокате Тарантино познакомился с Роджером Эвери. Они проводили весь день вместе, обсуждая фильмы и рекомендуя их клиентам. Сам Квентин называет работу в «Видеоархиве» лучшей работой из всех, что он получал, пока не стал режиссёром. Он обращал внимание на то, какие фильмы нравятся людям, и использовал этот опыт в своей последующей карьере. В какой-то момент он захотел стать романистом. Даже пытался написать две главы о том времени, когда работал в видеопрокате. Беллетристические методы повествования свойственны и его фильмам.

### Начало карьеры
Продюсер Лоуренс Бендер, с которым Тарантино познакомился на одной голливудской вечеринке, убедил его заняться написанием сценариев. Первый сценарий Тарантино, написанный в 1985 году, был назван «Капитан Пичфуз и анчоусовый бандит», но не был реализован. После этого Тарантино провёл несколько трудных лет, предлагая студиям свои первые творения (он намеревался поставить их самостоятельно) и получая неизменные отказы. Вскоре он вместе со своим другом Роджером Эвери приступил к съёмкам любительского фильма «День рождения моего лучшего друга». Последние тридцать минут фильма были уничтожены пожаром, который разгорелся в лаборатории во время монтажа, и он так и остался незаконченным, но его сценарий послужил основой для сценария к фильму «Настоящая любовь». После этого он также появился на телевидении в первом и третьем сезонах шоу «Золотые девочки», где сыграл роль двойника Элвиса Пресли.

Сценарий первого полноценного фильма Тарантино — «Бешеных псов» — был написан за три недели. Квентин был готов снять этот фильм на минимальные средства, даже 16-миллиметровой камерой на чёрно-белую плёнку, но после того как сценарием заинтересовался известный актёр Харви Кейтель, бюджет фильма значительно вырос, так как проект получил финансовую поддержку от Live Entertainment. 
Насилие — один из кинематографических приёмов.
 На многих показах «Бешеных псов» отдельные зрители покидали зал прямо посреди сеанса из-за сцены с отрезанием уха пленному полицейскому, но в целом фильм собрал неплохую кассу и был высоко оценён критикой. Он был показан на кинофестивале Сандэнс и стал важной вехой в истории независимого американского кино, хотя по-настоящему его заметили и оценили уже после успеха «Криминального чтива». Одним из исполнительных продюсеров этого фильма был Монте Хеллман — режиссёр любимого вестерна Квентина Тарантино «Побег в никуда».
Вскоре вышло два фильма, снятых по сценариям Тарантино: «Настоящая любовь» Тони Скотта и «Прирождённые убийцы» Оливера Стоуна. Стоун подверг оригинальный сценарий Тарантино существенной переработке, и Квентин потребовал убрать его имя из титров, но, в конце концов, согласился на формулировку: «По сюжету Квентина Тарантино». Эти два сценария Тарантино продал ещё до «Бешеных псов» (для съёмок которых он и использовал вырученные деньги), так как не смог найти инвесторов для того, чтобы снять эти фильмы самостоятельно.

### «Криминальное чтиво»
Моего лирического героя охарактеризовать очень просто: он появляется, даёт всем под зад и уходит.
Совместная с Лоуренсом Бендером компания Квентина «A Band Apart» (назвал он её в честь фильма «Посторонние» (фр. Bande à part) (1964) режиссёра Жана-Люка Годара, на чьи фильмы в картинах Тарантино множество ссылок) начала заниматься выпуском музыки, концентрируясь главным образом на музыке из кинофильмов, но главное предназначение компании — производство фильмов. Тарантино стал знаменит в 1994 году после выхода «Криминального чтива», в производстве которого участвовала и «A Band Apart». Фильм завоевал несколько престижных наград и множество поклонников. Уже в «Криминальном чтиве» сложился стиль Тарантино, признаками которого являются показ сцен не в хронологическом порядке, разбиение фильма на «главы», фирменные «тарантиновские» диалоги (герои могут очень долго разговаривать на совершенно отвлечённые темы — вроде истинного смысла песни Мадонны «Like a Virgin» и названий французских гамбургеров), ссылки на поп-культуру и заимствования из старых, часто малоизвестных и второсортных фильмов, на которых Тарантино вырос.
Фильм стал поворотной точкой в карьере многих актёров. Ума Турман, которую Тарантино сравнивал с Марлен Дитрих и называл «своим Клинтом Иствудом», и Сэмюэл Л. Джексон вошли в число ведущих актёров Голливуда, а Джон Траволта — вернулся туда после неудачных для себя 80-х годов. Все трое были номинированы на «Оскар». Брюс Уиллис уже был суперзвездой, однако все его последние фильмы были неудачными. Соглашаясь на роль второго плана в фильме с небольшим бюджетом, он пошёл на уменьшение своего обычного гонорара и рисковал своим звёздным статусом, однако эта стратегия полностью оправдалась: Уиллис не только получил миллионы долларов как проценты со сборов, но и перестал восприниматься лишь как герой боевиков. Кроме того, в фильме сыграли Харви Кейтель, Тим Рот из «Бешеных псов».
После «Криминального чтива» Квентин работает на телевидении, где исполняет роль Дезмонда в «Американской девушке», а также снимается в эпизодах 20-го и 21-го сезонов шоу «Субботним вечером в прямом эфире». Первоначально планировалось, что Тарантино снимет один из эпизодов «Секретных материалов», названный «Never Again», но этого не позволила Гильдия режиссёров Америки. Также была роль Джонни Дестини в фильме «Дестини включает радио».

### Знакомство с Робертом Родригесом
Тарантино познакомился с начинающим режиссёром Робертом Родригесом на кинофестивале в Торонто, на котором он представлял «Бешеных псов», а Родригес — «Музыканта». Режиссёры быстро поняли, что у них много общего, и решили сотрудничать. Впоследствии они стали близкими друзьями.

Их первым совместным проектом стал фильм «Четыре комнаты». Он состоит из четырёх частей, объединённых местом действия (отель) и главным героем (портье Тед, которого играет Тим Рот), отснятых четырьмя режиссёрами — Эллисон Андерс, Александром Рокуэллом, Родригесом и Тарантино. В основу эпизода Тарантино, снятого всего за два дня, лёг рассказ Роальда Даля «Человек с юга». Критики и зрители встретили фильм прохладно, хотя рецензенты со знаком плюс выделяют из четырёх новелл именно ту, которую снял Квентин. В 1995 году Тарантино сыграл эпизодическую роль в фильме Родригеса «Отчаянный» — продолжении «Музыканта». После этого Квентин ещё успел доработать в 1995 году диалоги в фильме Тони Скотта «Багровый прилив» и снять эпизод сериала «Скорая помощь» под названием «Материнство», который был показан 11 мая 1995 года. 
Я пишу фильмы о бродягах, людях, которые плюют на правила, и мне не нравятся фильмы о людях, которые уничтожают бродяг.
К этому моменту у Тарантино оставался один нереализованный сценарий — о братьях-преступниках, которые, спасаясь от правосудия, берут в заложники семью из трёх человек и успешно пересекают мексиканскую границу, но останавливаются на ночь в баре, кишащем вампирами. Первоначально Тарантино планировал поставить этот фильм самостоятельно и сыграть в нём одну из главных ролей, но позже, сосредоточившись на доработке сценария и своей роли, уступил место режиссёра Родригесу. Фильм под названием «От заката до рассвета» увидел свет в 1996 году, Квентин сыграл в нём свою самую значительную роль — психопата-параноика Ричи Гекко. После этого Квентин появлялся в эпизоде фильма Спайка Ли «Девушка № 6».

### «Джеки Браун» и «Убить Билла»
Третьим фильмом Тарантино стала «Джеки Браун» — экранизация его любимого романа «Ромовый пунш» Элмора Леонарда с кинозвездой 70-х Пэм Гриер в главной роли. Фильм имел немного меньший успех у критиков, чем два предыдущих, и значительно меньший успех у зрителей, чем «Криминальное чтиво». Фильму был впервые уготован негромкий выход на экраны, режиссёр дал лишь одно интервью и появился в нескольких ток-шоу на телевидении. После этого Тарантино практически ушёл из кино на следующие шесть лет, занимаясь лишь продюсированием сиквелов к «От заката до рассвета» и играя небольшие роли в малозначительных фильмах либо на телевидении. Например, роль сумасшедшего слепого проповедника апокалипсиса в комедии «Никки, дьявол-младший» и роль Маккенаса Коула в телесериале «Шпионка» в 2002 году. А ранее, в 1998 году, он обратил внимание на бродвейские постановки, где сыграл в Wait Until Dark.
Я любитель всех жанров от спагетти-вестернов до самурайского кино.
Возвращение Тарантино состоялось в 2003 году, когда вышла первая часть фильма «Убить Билла» — сильно стилизованного кровавого боевика, снятого по сценарию, разработанному Тарантино вместе с Умой Турман (она же и сыграла главную роль) во время съёмок «Криминального чтива». Съёмки «Убить Билла» были отложены из-за её беременности. В картине отразилось увлечение Тарантино уся (жанр китайского фэнтези с обильной демонстрацией восточных единоборств), спагетти-вестернами и итальянскими триллерами в жанре «джалло».
На съёмках второй части «Убить Билла», в которой, по сравнению с первой, было больше диалогов и меньше боевых сцен, Тарантино использовал музыку Родригеса, выплатив ему символический гонорар в размере одного доллара. Долг был возвращён год спустя, когда Тарантино за ту же сумму отснял небольшой эпизод в родригесовском фильме «Город грехов».
В апреле 2004 года Тарантино снял один из эпизодов шоу «Джимми Киммел в прямом эфире». Прежде, чем приступить к своему следующему крупному проекту, Тарантино успел побывать в роли сценариста и режиссёра последнего двухсерийного эпизода пятого сезона «C.S.I.: Место преступления», который был назван «Серьёзные опасности» (Grave Danger) и показан 19 мая 2005 года. В этом эпизоде Квентин подробно описал ситуацию из второй части «Убить Билла». Ник Стоукс захвачен и похоронен живьём, в то время как веб-камера передаёт это всё в штаб CSI (в «Убить Билла» Невеста (Ума Турман) также была захвачена и похоронена живьём). В оригинальном телевизионном показе две серии эпизода были названы «Volume 1» и «Volume 2», что также напоминает «Убить Билла». Некоторые элементы: груда кишок в роли приманки, самоубийство Уолтэра Гордона и чёрно-белая сцена вскрытия трупа, которую воображает Ник, а также нелинейность повествования — всё это навевает мысли об «Убить Билла» и других фильмах Квентина. Этот двойной эпизод был выпущен на DVD, 10 октября 2005 года. За эту работу Тарантино номинировался на премию «Эмми» как лучший режиссёр драматического телесериала.

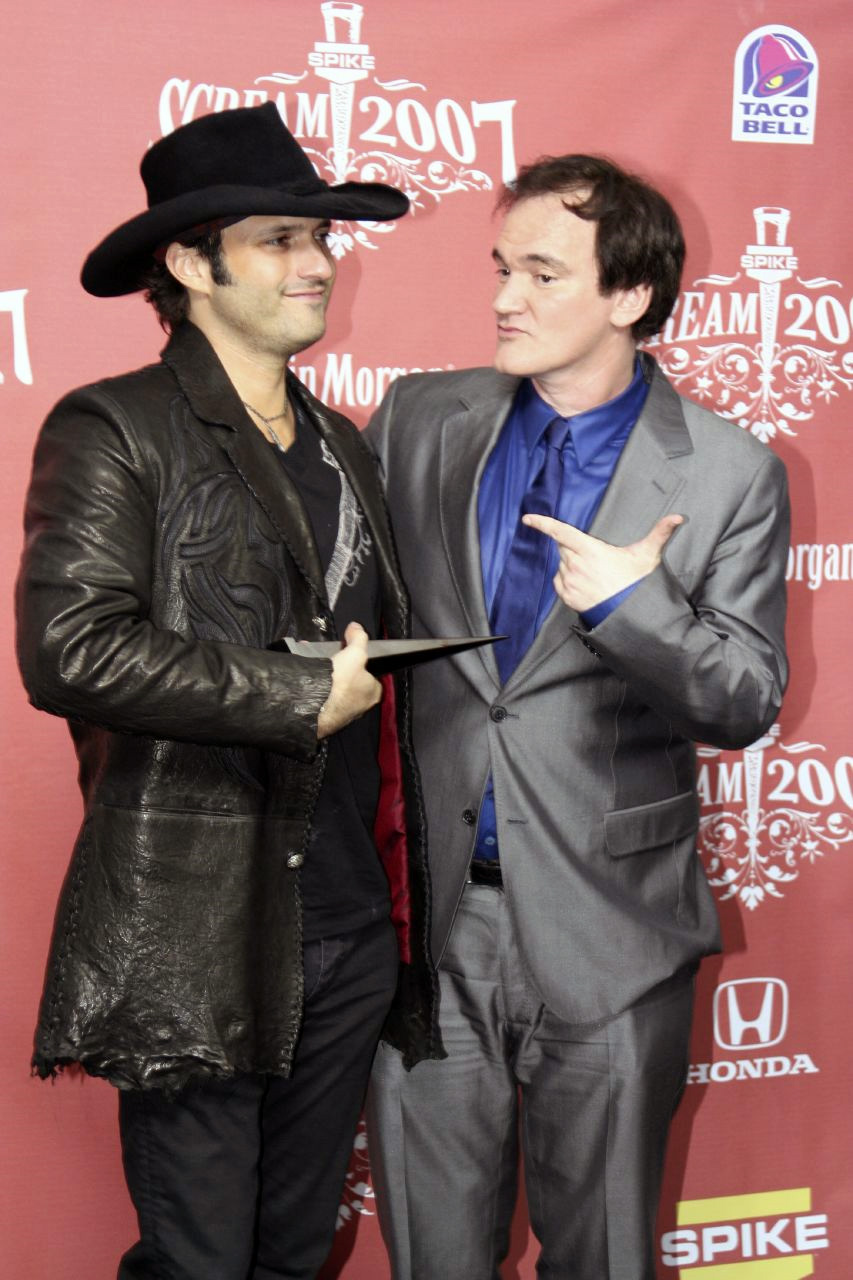
Роберт Родригес и Квентин Тарантино на премьере фильма «Грайндхаус»

### «Грайндхаус»
Очередным совместным творением Тарантино и Родригеса стал фильм «Грайндхаус», состоящий из «Планеты страха» Родригеса, «Доказательства смерти» Тарантино и трейлеров к нескольким несуществующим фильмам. Фильмы воссоздают атмосферу дешёвых кинотеатров 70-х гг. и представляют собой что-то вроде сделанных с любовью пародий на низкопробные фильмы ужасов тех лет. Через пару лет Роберт Родригес расширил один из трейлеров — «Мачете» — до полнометражного фильма. Несмотря на то, что «Планета страха» и «Доказательство смерти» являются разными фильмами, сюжетно они связаны — в них есть несколько общих персонажей, частично совпадает и место действия. Хронологически «Доказательство смерти» предшествует «Планете страха». Главную роль в «Доказательстве смерти» сыграл Курт Рассел.
В американском прокате, начавшемся 6 апреля 2007 года, «Грайндхаус» оглушительно провалился. Сборы составили чуть более 25 миллионов долларов при производственном бюджете в 67 миллионов. Поэтому компания Боба и Харви Вайнштейнов, занимающаяся дистрибуцией фильма, решила разделить картину и выпустить каждую из её частей самостоятельно. Тарантино и Родригес перемонтировали свои ленты до двухчасового формата, и в таком виде они вышли в европейский прокат, в частности, в России. В ноябре 2012 года в интервью The Hollywood Reporter Тарантино назвал «Доказательство смерти» своим худшим фильмом, но при этом отметил, что хоть фильм и снят топорно, он не так уж и плох.
Финансовая неудача не помешала «Грайндхаусу» завоевать высокие оценки среди кинокритиков. Признанием картины среди профессионалов может служить, в частности, факт включения «Доказательства смерти» Квентина Тарантино в основной конкурс престижного Каннского кинофестиваля. После этого у него была небольшая роль Ринго в фильме «Сукияки Вестерн Джанго».

### «Бесславные ублюдки»
Следующим фильмом режиссёра стали «Бесславные ублюдки». О своих планах снять фильм режиссёр говорил в 2001 году. В СМИ сообщалось, что главную роль в фильме сыграет Майкл Мэдсен, снявшийся в «Бешеных псах» Тарантино, а релиз состоится в 2004 году. Однако к 2002 году Тарантино обнаружил, что производство фильма займёт значительно больше времени, чем планировалось, и переключился на съёмки фильма «Убить Билла».
В результате релиз «Бесславных ублюдков» состоялся лишь в 2009 году. В фильме Тарантино предлагает зрителям альтернативный исход Второй мировой войны и обыгрывает многие стереотипы: в частности, среди героев фильма — отряд американских евреев, которые жестоко убивают нацистов и снимают с них скальпы. Фильм в разных странах восприняли очень неоднозначно. Вот, что рассказал сам режиссёр:

Итак, в Израиле. Весь театр буквально утопает в аплодисментах не в тот момент, когда Гитлера убивают, а когда Шошанна говорит: «Это — лицо еврейской мести» — Я думаю, это начали два парня, но затем все вскочили со своих мест. И, вы знаете, это было жестоко. Это было страшно. В той радости была какая-то жестокость. Это не походило на радостное приветствие «Индианы Джонс». В этом было что-то, вызывающее ужас.
Оригинальный текст (англ.)So now, in Israel, I’m watching the film, and we get into the theater sequence. And literally, not when Hitler gets killed, but when you hear Shoshanna’s voice say, ‘This is the face of Jewish vengeance,’ the whole theater just erupted in applause. I think there were two guys that started it, but everyone jumped in. And you know something? It was violent. It was scary. There was violence in that cheer. It wasn’t like cheering Indiana Jones. There was something bloodcurdling about it.
— Квентин Тарантино в интервью NY Magazine о премьере «Бесславных ублюдков» в Израиле
В последующие годы Тарантино использовал своё влияние в Голливуде, чтобы уделить иностранным фильмам больше внимания, чем они получили бы в США. Такие фильмы обычно маркируются «Квентин Тарантино представляет». Первым таким фильмом в 2001 году стал гонконгский фильм о боевых искусствах «Железная обезьяна», который собрал 14 миллионов долларов в США, что в 7 раз превысило бюджет картины. В 2004 году Тарантино представил в США китайский фильм «Герой», который стал первым номером по кассовым сборам с суммой в 53 с половиной миллиона долларов. В 2006 году Квентин выступил продюсером фильма «Хостел», собравшего более 20 миллионов в первый уикенд. В том же году он выставил на суд американской общественности тайский фильм с боевыми искусствами «Честь дракона», который собрал в США почти 12 миллионов долларов в прокате и ещё 20 с половиной миллионов на продажах DVD. В 2007 году Тарантино спродюсировал «Хостел 2», в 2008 — «Адскую поездку». Гонконгский фильм «Выборы» 2005 года не входит в серию «Квентин Тарантино представляет», но Тарантино понравился этот фильм так, что он помог выпуску DVD: его цитата «Лучший фильм года» находится на обложке этого фильма в США.

### Вестерны
В 2011 году Тарантино заявил о начале создания вестерна «Джанго освобождённый», сюжет которого рассказывает о рабе Джанго, оказавшемся на свободе и разыскивающем свою жену-рабыню. Ранее в апреле 2007 года Квентин рассказал, что хотел бы исследовать что-то такое, что ещё никем толково не исследовалось: «Я хочу сделать фильм про ужасные страницы истории Америки, связанные с рабством, причём хочу сделать это в жанре „спагетти-вестерна“. Я попытаюсь иметь дело с тем, с чем Америка ещё не имела дела, потому что она стыдится этого, и другие об этом не говорят, так как считают, что не имеют на это права». Как признавался актёр Франко Неро, сыгравший Джанго в одноимённом фильме 1966 года, рабочее название фильма — «Ангел, плохой, мудрый» — некая аллюзия и дань уважения к фильму Серджо Леоне «Хороший, плохой, злой». Съёмки фильма стартовали в ноябре 2011 года и закончились в июне 2012 года в штате Калифорния. Главные роли в картине исполнили Джейми Фокс (Джанго) и Кристоф Вальц (доктор Кинг Шульц), с которым Тарантино ранее работал в фильме «Бесславные ублюдки». За написание сценария к картине Тарантино удостоился второй статуэтки «Золотого глобуса», и второй статуэтки «Оскар».
В ноябре 2013 года Тарантино рассказал, что работает над новым фильмом. Это будет ещё один вестерн, но не продолжение «Джанго». 12 января 2014 года стало известно, что фильм будет называться «Омерзительная восьмёрка». Производство вестерна, скорее всего, началось бы летом 2014 года, но в январе того года сценарий фильма попал в интернет. Это случилось по вине агента одного из актёров. Сценарием на тот момент располагали несколько человек, включая Брюса Дерна, Тима Рота и Майкла Мэдсена. Тарантино отказался от создания фильма и собирался опубликовать его как роман. В апреле 2014 года стало известно, что Тарантино работает над новой версией сценария с другой концовкой. Помимо трёх вышеназванных актёров к съёмочной группе присоединились: Сэмюэл Л. Джексон, Курт Рассел, Джеймс Паркс, Уолтон Гоггинс. В октябре 2014 года Дженнифер Джейсон Ли вела переговоры, чтобы сыграть главную женскую роль в фильме. Ли, Ченнинг Тейтум и Демиан Бичир присоединились к съёмочной группе в ноябре. Фильм «Омерзительная восьмёрка» был выпущен 25 декабря 2015 года для широкоформатных кинотеатров и 30 декабря для всех остальных. Версии фильма отличались. Широкоформатная версия длиннее и содержит альтернативные дубли некоторых сцен. Фильм получил в основном положительные отзывы от критиков, на сайте Rotten Tomatoes у него 74 %.

### «Однажды в… Голливуде»
11 июля 2017 года стало известно, что следующий фильм Тарантино будет об убийствах, совершённых бандой Чарльза Мэнсона. В феврале 2018 года было озвучено название нового фильма «Однажды в… Голливуде». Леонардо Ди Каприо сыграет звезду телевестернов Рика Далтона, а Брэд Питт сыграет его каскадёра Клиффа Бута. Тарантино сам написал сценарий фильма. Позже в мае сообщалось, что Тимоти Олифант ведёт переговоры о том, чтобы сыграть одну из главных ролей в фильме. Марго Робби подтвердила, что будет играть актрису Шэрон Тейт, соседку Далтона. Сэмюэл Л. Джексон, Тим Рот, Курт Рассел, Майкл Мэдсен и Аль Пачино рассматривались на различные другие роли в фильме. Тарантино также вёл переговоры с Бёртом Рейнольдсом, чтобы тот сыграл Джорджа Спана, слепого фермера, который позволил Мэнсону и его последователям жить на своём ранчо. Кроме того, Тарантино попросил Эннио Морриконе сочинить музыку для фильма. «Однажды в… Голливуде» — первый фильм Тарантино, основанный на реальных событиях. Съёмки «Однажды в… Голливуде» проходили летом 2018 года. Ранее Тарантино работал с Харви Вайнштейном и его The Weinstein Company, но после обвинения того в сексуальных домогательствах, Тарантино пришлось искать другого дистрибьютора. Фильм взялась распространять Sony Pictures, релиз состоялся 26 июля 2019 года.

### «Кинокритик»
В марте 2023 года стало известно, что Тарантино работает над фильмом «Кинокритик», который станет последним в его режиссёрской карьере. Действие картины будет происходить в Лос-Анджелесе в 1977 году. Съёмки должны были начаться осенью 2023 года, но Тарантино бросил работу над фильмом и занялся другим проектом..

### Книги
В 2021 году Квентин Тарантино выпустил роман «Однажды в Голливуде», новеллизацию одноимённого фильма. 1 ноября 2022 года увидела свет вторая его книга — «Киноспекуляции». Известно, что к январю 2022 года Тарантино написал ещё один роман, «Фильмы Рика Далтона».

## Председательство на кинофестивалях
В 2004 году являлся председателем жюри основной конкурсной программы на Каннском кинофестивале. В том году «Золотую пальмовую ветвь» фестиваля получил скандальный документальный фильм Майкла Мура «Фаренгейт 9/11», содержавший жёсткую критику президента США Джорджа Буша и указывавший на давние связи последнего с саудовскими миллионерами, к числу которых относился и «террорист № 1» Усама бен Ладен. Комментируя выбор жюри, Тарантино, однако, специально заявил, что он не был обусловлен политическими соображениями.
В 2010 году Тарантино был назначен председателем жюри основного конкурса 67-го Венецианского кинофестиваля. «Золотой лев» был вручён дочери Фрэнсиса Форда Копполы за картину «Где-то», рассказывающую об отношениях отца-актёра и дочери-подростка на фоне голливудского кинопроизводства. Как отметил председатель жюри фестиваля Квентин Тарантино, объявляя победителя, победа была отдана Софии Копполе единогласно.

## Планы и нереализованные проекты

### Нереализованные проекты
Тарантино планировал снять фильм под названием «Уикенд» в Сербии. В главных ролях должны были сняться Шэрон Стоун, Майкл Мэдсен и Деннис Хоппер.
Тарантино открыто выражал намерение снять «Казино „Рояль“» о Джеймсе Бонде, но эта инициатива не была поддержана продюсерами. Более того, сама идея снять фильм «Казино „Рояль“» принадлежит Квентину Тарантино. Также он желал, чтобы в главных ролях снялись Пирс Броснан и Ума Турман.
В 2008 году Тарантино решил снять ремейк чёрно-белой картины Русса Мейера «Мочи, мочи их, киска!» (англ. Faster, Pussycat! Kill! Kill!). Сюжет этого фильма был основан на автогонках в пустыне трёх стриптизёрш.
Спустя несколько лет после выхода «Криминального чтива» Тарантино хотел снять фильм о братьях Вега с участием Джона Траволты и Майкла Мэдсена, в котором действие происходило бы до событий, показанных в «Криминальном чтиве» и «Бешеных псах». Разработка проекта затянулась, и в конце концов Тарантино отказался от этой идеи.

### Приквелы и сиквелы «Убить Билла»
На международном ежегодном съезде фанатов кино, телевидения и комиксов Comic Con в Сан-Диего в 2006 году Тарантино рассказал, что хочет снять приквел к «Убить Билла». Так как оригинал вышел в «двух томах», приквелов тоже было запланировано два. Первая часть должна была рассказывать о прошлой жизни Билла и его отношениях с меченосцем Хаттори Ханзо. Вторая часть должна была осветить деятельность Невесты на посту наёмного убийцы в бытность её в «змеиной» команде. Тарантино также намекнул, что оба приквела представляли бы собой аниме — наподобие эпизода с О-Рен Ишии. Однако ни сроков, ни продюсеров не было указано.
Кроме приквела, Тарантино собирался снять сиквел — «Убить Билла 3» через 10—15 лет. Невеста не должна была быть главной героиней третьей части. Сюжет продолжения должен был разворачиваться вокруг Никки — дочери Верниты Грин. Невеста в первой части фильма на глазах у Никки убивает её мать и говорит девочке, что когда та вырастет, то сможет ей отомстить. Все деньги Билла, по словам Тарантино, достанутся Софи Фаталь (Жюли Дрейфус). Она вырастит Никки, и девушка начнёт мстить Невесте за убитую мать.
В июне 2007 года исполнительный продюсер первых двух картин Беннет Уолш рассказал, что первый вариант сценариев «Убить Билла 3» и «Убить Билла 4» уже написан, и при первой возможности Тарантино отправится в Китай, чтобы начать съёмки. Уолш заявил, что в третьей части Невесте будут мстить двое из «88 бешеных», которые в первой части по её вине лишились глаз и рук. В четвёртой части в схватку друг с другом вступят дочери самой Беатрикс Киддо (Ума Турман) и убитой ею Верниты Грин.
Проект «Убить Билла 3» был объявлен в октябре 2009 года после выхода фильма «Бесславные ублюдки». Премьера была назначена на 2014 год. Режиссёр такой долгий срок объяснял так: «Во-первых, нам с Умой нужно отдохнуть, потому что „Убить Билла“ было очень тяжело снимать. А во-вторых, я обожаю Беатрикс Киддо! Мне кажется, она заслуживает того, чтобы провести 10 лет со своей дочерью!». В декабре 2012 года, на пресс-конференции по поводу фильма «Джанго освобождённый», Тарантино заявил, что утратил интерес к продолжению: «Я не знаю, будет ли у фильма третья часть. Посмотрим. Но, скорее всего, нет». В интервью Fox News от 10 декабря 2019 года Тарантино заявил о своих планах по созданию третьей части фильма «Убить Билла». На главную роль мэтр вновь намерен пригласить Уму Турман. К воплощению своих идей режиссёр намерен приступить через три года. Он также подчеркнул, что до выхода третьей части «Убить Билла» поклонникам не стоит ожидать от него каких-либо откровений.

### Другие идеи
Тарантино накануне выхода в Великобритании в прокат «Бесславных ублюдков» рассказал, что хотел бы снять фильм по шпионской трилогии писателя Лена Дейтона, автора «Досье Ипкресс» и других остросюжетных бестселлеров. Речь идёт о трилогии «Гейм в Берлине» — «Сет в Мехико» — «Матч в Лондоне» (Berlin Game, Mexico Set и London Match), объединённой одним героем — немолодым разведчиком по имени Бернард Самсон, работающим в вымышленной Секретной разведывательной службе (Secret Intelligence Service, SIS) в последние годы холодной войны.
После премьеры «Однажды в… Голливуде» Тарантино решил снять мини-сериал в жанре вестерн «Закон охоты», который упоминается в этом фильме. К январю 2020 года он написал сценарий.

### Планы по завершению режиссёрской карьеры
12 июля 2016 года режиссёр в интервью Variety заявил, что снимет ещё лишь две картины, после чего уйдёт в отставку. По его словам, за всю свою карьеру он планировал снять 10 фильмов, 9 из которых уже готовы, а, следовательно, остался всего один. Хотя он отметил, что, возможно, в 75 лет к нему придёт идея снять ещё один фильм, но это не повлияет на 10 уже существующих.

## Режиссёрский почерк
Тарантино — человек, который питается фильмами, дышит фильмами и существует благодаря фильмам. Это может быть все что угодно, даже шведская х***ня из 1963-го, но ты притаскиваешь ему этот фильм, и он говорит: «Да, старик, конечно, смотрел».
Работавший клерком в видеосалоне Тарантино, наравне с Полом Томасом Андерсоном, Уэсом Андерсоном, братьями Коэн, Стивеном Содербергом, Ричардом Линклейтером и Спайком Джонзом, является одним из представителей поколения «кинематографистов-самоучек» (англ. self taught filmmakers), которые изучали режиссёрское ремесло не в киношколах, а просматривая тысячи фильмов на видеокассетах. Его кинематографический вкус развивался под влиянием оригинального сплава поп-культуры и артхаусного кино. Всем фильмам Тарантино присущ особый почерк, благодаря которому невозможно спутать его фильмы с работами других режиссёров. Прежде всего, его фильмы отличаются нелинейной структурой (часто использует нетрадиционное повествование, например, возвращение к прошлым событиям в «Бешеных псах», нелинейность повествования в «Криминальном чтиве» или повествование по главам в «Убить Билла» и «Бесславных ублюдках», «Омерзительная восьмёрка»), эстетизацией насилия и долгими диалогами. Также в них присутствует огромное количество ссылок на культовые для самого Квентина кинофильмы.
Почти во всех его фильмах (кроме «Доказательства смерти», но включая «Настоящую любовь») содержится «Мексиканский тупик», сцена, в которой трое или больше героев направляют оружие друг на друга одновременно.
В фильмах есть хорошо имитированные сцены с отрезанием частей рук героев в чрезвычайно крупных планах, присутствуют и наркотики, а также жестокость и насилие, большая часть которого находится за кадром. Хотя Тарантино использует эти элементы в своих фильмах, в реальной жизни он терпеть не может насилие.
Тарантино иногда прибегает к использованию длинного крупного плана лица человека в то время, когда кто-то ещё говорит за кадром. Использует псевдонимы и клички почти во всех своих фильмах. Героини часто носят чёрно-белый брючный костюм. Нередко создаёт вымышленные бренды из-за неприязни к размещению рекламы в кинофильмах. Например, в большинстве его фильмов присутствуют сигареты «Красное яблоко». Главный герой его фильмов совершил хотя бы одно крупное преступление (чаще всего — убийство, в некоторых фильмах — ограбление) (за исключением эпизода в фильме «Четыре комнаты»). Персонажи часто ведут беседу в кафе или в ресторане, при этом разговаривая о еде.
В его историях регулярно проскальзывают сцены убийства родителей малолетних детей. Так, например, в «Бешеных псах» полицейский просит: «Не убивай меня, у меня маленький ребёнок!», а после его хладнокровно расстреливают. В «Убить Билла» Беатрикс убивает Верниту Грин на глазах у её маленькой дочери Никки, родителей О-Рен Ишии, когда она была ребёнком, также убили на её глазах. В «Бесславных ублюдках» Бриджит фон Хаммерсмарк убивает новоиспечённого отца малыша Макса, а в «Джанго Освобождённом» Джанго, будучи охотником за головами, убивает разыскиваемого преступника на глазах у его сына.
Тарантино показал мне огромное количество фильмов: японские и американские, итальянский мусор и французский арт-хаус. Он показал мне целую кучу гонконгских фильмов, о которых я не знал вообще ничего, потому что я, конечно, сноб, а он — нет. Тарантино умеет находить ценность во всем, отыскивать в куче дерьма алмазы.
Сам режиссёр говорит, что во всех его фильмах есть одна общая черта, с помощью которой он завоевал множество поклонников по всему миру, — всем его фильмам присуще особое чувство юмора, которое заставляет зрителей смеяться над такими вещами, которые априори не являются забавными.
Чаще всего Тарантино работает с такими актёрами, как Харви Кейтель, Тим Рот, Майкл Мэдсен, Ума Турман, Сэмюэл Л. Джексон. Также в каждом его фильме, за исключением «Доказательства смерти», играет кто-то из тех актёров, которые играли в фильме Мартина Скорсезе «Злые улицы».
Почти во всех фильмах Тарантино присутствуют кадры с женскими ступнями крупным планом («Криминальное чтиво», «Джеки Браун», «Убить Билла», «Доказательство смерти», «Бесславные ублюдки», «Однажды в… Голливуде») либо действия, непосредственно связанные с этой частью тела (разговор о массаже ступней в «Криминальном чтиве», сцена с танцем Сальмы Хайек в «От заката до рассвета», потеря Черри Дарлинг ноги и её последующее «протезирование» в «Планете страха»).
В 2018 году производное прилагательное от фамилии режиссёра Tarantinoesque было включено в Оксфордский словарь английского языка.
| Партнёры          | Профессия | Бешеные псы | Криминальное чтиво | Джеки Браун | Убить Билла. Фильм 1 | Убить Билла. Фильм 2 | Доказательство смерти | Бесславные ублюдки | Джанго освобождённый | Омерзительная восьмёрка | Однажды в… Голливуде | Итого |
| ----------------- | --------- | ----------- | ------------------ | ----------- | -------------------- | -------------------- | --------------------- | ------------------ | -------------------- | ----------------------- | -------------------- | ----- |
| Майкл Бэколл      | Актёр     |             |                    |             |                      |                      | X                     | X                  | X                    |                         |                      | 3     |
| Зои Белл          | Актриса   |             |                    |             | X                    | X                    | X                     | X                  | X                    | X                       | X                    | 7     |
| Майкл Боуэн       | Актёр     |             |                    | X           | X                    | X                    |                       |                    | X                    |                         |                      | 4     |
| Брюс Дерн         | Актёр     |             |                    |             |                      |                      |                       |                    | X                    | X                       | X                    | 3     |
| Омар Дум          | Актёр     |             |                    |             |                      |                      | X                     | X                  |                      |                         | X                    | 3     |
| Уолтон Гоггинс    | Актёр     |             |                    |             |                      |                      |                       |                    | X                    | X                       | X                    | 3     |
| Сэмюэл Л. Джексон | Актёр     |             | X                  | X           |                      | X                    |                       | X                  | X                    | X                       |                      | 6     |
| Харви Кейтель     | Актёр     | X           | X                  |             |                      |                      |                       | X                  |                      |                         |                      | 3     |
| Майкл Мэдсен      | Актёр     | X           |                    |             | X                    | X                    |                       |                    |                      | X                       | X                    | 5     |
| Джеймс Паркс      | Актёр     |             |                    |             | X                    | X                    | X                     |                    | X                    | X                       |                      | 5     |
| Майкл Паркс       | Актёр     |             |                    |             | X                    | X                    | X                     |                    | X                    |                         |                      | 4     |
| Брэд Питт         | Актёр     |             |                    |             |                      |                      |                       | X                  |                      | X                       | X                    | 3     |
| Стив Бушеми       | Актёр     | X           | X                  |             |                      |                      |                       |                    |                      |                         |                      | 2     |
| Тим Рот           | Актёр     | X           | X                  |             |                      |                      |                       |                    |                      | X                       |                      | 3     |
| Курт Рассел       | Актёр     |             |                    |             |                      |                      | X                     |                    |                      | X                       | X                    | 3     |
| Ума Турман        | Актриса   |             | X                  |             | X                    | X                    |                       |                    |                      |                         |                      | 3     |
| Лоуренс Бендер    | Продюсер  | X           | X                  | X           | X                    | X                    |                       | X                  |                      |                         |                      | 6     |
| Боб Вайнштейн     | Продюсер  |             | X                  | X           | X                    | X                    |                       | X                  | X                    | X                       |                      | 7     |
| Харви Вайнштейн   | Продюсер  | X           | X                  | X           | X                    |                      | X                     | X                  | X                    | X                       |                      | 8     |

## Критика
Некоторые мировые киноаналитики называли Тарантино одним из самых успешных, признанных кинокритиками и не обделённых вниманием молодых режиссёров. В 1990-е годы он появился в кинематографе, внёс свою эстетику и определённый шарм, создал ряд ярких и запоминающихся образов и снял фильмы, которым обозреватели и журналисты выделяли отдельное место в киноискусстве. Тем не менее деятельность Тарантино в разное время и по разным причинам подвергалась серьёзной критике. Более того, он имеет как армию поклонников, так и толпу ненавистников.
Тарантино был раскритикован за то, что в своих фильмах слишком непочтительно относился к другим культурам. Например, многие фразы, которые говорят герои его фильмов, можно воспринять как расистские. Особенно в этом плане выделяются и наиболее часто встречаются в картинах такие выражения, как «черномазый» и «ниггер». В качестве примера можно привести сцену из «Криминального чтива», в которой герой Джимми Диммик, сыгранный самим Тарантино, вступил в разговор с героем Сэмюэля Л. Джексона Джулсом Уинфилдом, который отнёс в его дом труп только что убитого темнокожего человека. Джимми спросил Джулса, видел ли он на его доме табличку: «склад мёртвых ниггеров». В дальнейшем герои фильма множество раз использовали это слово.
В интервью Variety Спайк Ли сказал: «Я не против этих слов, и я использую их, но Квентин, складывается впечатление, просто увлечён ими и помешан на них. Чего он хочет? Хочет, чтобы его сделали почётным темнокожим мужчиной?» В своём интервью Чарли Роузу Тарантино ответил следующее:
Как автор, я имею право писать каждого персонажа в своём мире так, как я хочу. Я имею право быть ими, имею право мыслить как они и я имею право говорить правду о том, какие они, не так ли? И говорить, что я не могу делать этого, потому что я белый, а братья Хьюз могут, потому что они чёрные, это и есть расизм. Это самая суть расизма, разве нет? И я не принимаю этого. Та часть чернокожего общества, которая проживает в Комптоне, проживает в Инглвуде, где разворачиваются события «Джеки Браун», которые живут в Карсоне, они действительно так разговаривают. Я говорю правду. Это бы не подвергалось сомнению, если бы я был чёрным, и я провоцирую сомнение, потому что я белый. Я имею право говорить правду. Я не имею права лгать.

В дальнейшем на шоу Говарда Стерна Тарантино также заявил, что Ли должен будет, стоя на стуле, поцеловать его в задницу. Сэмюэль Л. Джексон, который снимался в фильмах обоих режиссёров, встал на сторону Тарантино. На Берлинском кинофестивале, где показывался «Джеки Браун», Джексон ответил на нападки Ли, сказав: 
Я не думаю, что это слово является оскорбительным в контексте этого фильма… Темнокожие артисты считают, что они единственные, которым дозволено использовать это слово. Это вздор. «Джеки Браун» — хороший фильм и никоим образом не обижает темнокожих людей.
Согласно статье в журнале Premiere, актёр Дензел Вашингтон также обвинял Тарантино в том, что он использует расовые оскорбления в своих картинах, отмечая при этом, что Квентин является мастером своего дела. А фильм «Джанго освобождённый» был подвергнут критике за то, что Тарантино снял этот фильм именно при чернокожем президенте США.
Тарантино часто критикуют за излишнее насилие в фильмах (к примеру, Ли Сигел из The Daily Beast называл это «абсурдом»). Однако некоторые критики говорят о том, что если понаблюдать тщательнее, то можно понять, что фильмы часто лишь указывают на насилие. Они считают, что насилие используется режиссёром как средство повествования, а в итоге Квентин демонстрирует мораль, которая заключается в том, что насилие никогда ничего не решает, а порождает лишь ещё больше новых проблем. Он использует жестокость для вызывания у зрителей сильных чувств.

Часто звучат обвинения в том, что его фильмы содержат слишком много диалогов. На это Тарантино ответил в одном из интервью «Комсомольской правде»: 
Диалоги, мать твою, — это моя фишка, сечёшь, нет? Это то, чем я занимаюсь! Я уважаю мнение людей, но выйти с моего фильма и сказать: «Слишком много диалогов», — это такая же тупость, как сказать это, посмотрев пьесу Тэннесси Уильямса или Дэвида Хейра, мать их. Нельзя быть моим грёбаным поклонником и не любить моих диалогов. Между прочим, каждый мой фильм критиковали за то, что в них долгие скучные диалоги. Кроме разве что первой части «Убить Билла», где сплошное мочилово.

Некоторые критики называют фильмы Тарантино «низкими» и «несерьёзными». Сам режиссёр говорит об этом следующее: 
Меня уже 16 лет приглашают на Каннский фестиваль, мать его, потому что я, по-вашему, снимаю несерьёзные фильмы? Кто-то называет их «низкими», но только не я. Для меня снимать фильм о блондинках в тюрьме — не менее почтенное занятие, чем экранизировать романы Генри Джеймса. С единственной разницей: экранизации романов Генри Джеймса мне совершенно не нравятся, а вот фильмы о блондинках в тюрьме бывают чудо как хороши! И снимать я хочу именно такие картины. Я возвращаю «низким», полузабытым жанрам (таким как спагетти-вестерн) уважение, которого они заслуживают. И современное звучание, вашу мать! И делаю это в стиле «сумасшедшего Квентина», что означает, что они ни на кого и ни на что не похожи. Кроме, конечно, долбанутого Квентина, ведь это я!»
Тарантино несколько раз попадал в списки лучших режиссёров последнего времени: так, журнал Paste включил его в десятку лучших ныне живущих режиссёров, а газета The Guardian поместила Тарантино на 17 место в список 40 лучших режиссёров мира.
Квентин Тарантино принял участие в марше протеста против полицейского произвола и жестокости в Нью-Йорке, за что полиция США призвала всех своих сотрудников бойкотировать его фильмы.
В 2019 году состоялась премьера документального фильма о творчестве Тарантино, снятого актрисой и режиссёром Тарой Вуд.

### Оценки фильмов
Процент положительных рецензий профессиональных кинокритиков на Rotten Tomatoes.
| Фильм                   | Rotten Tomatoes |
| ----------------------- | --------------- |
| Бешеные псы             | 91 %            |
| Криминальное чтиво      | 92 %            |
| Джеки Браун             | 87 %            |
| Убить Билла. Фильм 1    | 85 %            |
| Убить Билла. Фильм 2    | 84 %            |
| Доказательство смерти   | 65 %            |
| Бесславные ублюдки      | 88 %            |
| Джанго освобождённый    | 86 %            |
| Омерзительная восьмёрка | 74 %            |
| Однажды в… Голливуде    | 85 %            |

## Личная жизнь
У Квентина были романтические отношения со многими известными женщинами, включая актрису Миру Сорвино, режиссёров Эллисон Андерс и Софию Копполу, актрис Жюли Дрейфус и Шар Джексон и комедийных актрис Кэти Гриффин и Маргарет Чо. Также были слухи о его отношениях с Умой Турман, которые Тарантино опроверг, сообщив, что у них только платонические отношения.
1 июля 2017 года Квентин обручился с израильской певицей Даниэлой Пик, дочерью известного певца и композитора Цвики Пика, с которой встретился в израильской поездке продвижения «Бесславных ублюдков» в 2009 году. 28 ноября 2018 года пара сыграла тайную свадьбу в Лос-Анджелесе. 22 февраля 2020 года в Израиле родился сын Лео. 2 июля 2022 в Тель-Авиве родилась дочь. Семья Тарантино проживает в Тель-Авиве, в районе Рамат-Авив Гимель.

Квентин женился первый раз в 2018 году в возрасте 55 лет. Ранее режиссёр заявлял: 
Я не утверждаю, что я не буду жениться и не заведу детей, пока мне не исполнится 60 лет, но пока я сделал именно такой выбор и пойду по одной дороге, поскольку это моё время, чтобы делать фильмы.

Спустя несколько лет режиссёр высказался более категорично: 
Поймите, я отказался от слишком многого в жизни для того, чтобы снимать кино. У меня нет жены, нет детей. Я пошёл на эти жертвы, имея чёткую цель. И я счастлив.беседа Олега Сулькина с Квентином Тарантино.
Согласно New York Post, однажды Квентин катался в автобусе, заполненном женщинами и алкоголем, и, казалось, наслаждался этим. Затем он разместил всех в особняке на Голливудских Холмах, где восседал на диване, окружённый женщинами.
Один из самых близких друзей Тарантино — режиссёр Роберт Родригес. Они сотрудничали во многих проектах. Из самых заметных можно выделить «От заката до рассвета» (сценарий написал Тарантино, а снял фильм Родригес), «Четыре комнаты» (они оба написали сценарии и сняли каждый по эпизоду фильма), «Город грехов» и «Грайндхаус». Именно Тарантино посоветовал Родригесу назвать заключительную часть своей трилогии «Музыкант» — «Однажды в Мексике», как уважение к названиям «Однажды на Диком Западе» и «Однажды в Америке». Они оба члены группы A Band Apart, в которую также входят Джон Ву и Люк Бессон.
Близкими друзьями Тарантино также называет певицу Мадонну и Уму Турман, которых он подчас возносил в статус своих муз. С Умой Турман режиссёр сотрудничает на протяжении практически всей своей карьеры. Считает одними из своих лучших друзей Пола Томаса Андерсона, Дженнифер Билз и Софию Копполу.

На слухи о своём высоком IQ, равном 160, Тарантино ответил, что его мать упомянула об этом в каком-то интервью, и он не знает, правда ли это.
- «Таксист»

### Увлечения, хобби, интересы и вкусы
В 2004 году, приехав в Москву на XXVI Московский кинофестиваль, Тарантино посетил в Переделкино могилу Бориса Пастернака. Переводчик Тарантино сообщил, что Пастернак — литературный кумир режиссёра, оказавший влияние на его творчество.
Квентин признался, что склонен к фут-фетишу (сексуальное влечение к ступням). Квентин собирает старые настольные игры, имеющие отношения к таким телесериалам, как I Dream of Jeannie (1965), «Дьюки из Хаззарда» (1979), «Команда «А»» (1983). Помимо этого, он является большим поклонником актёрского трио и серии фильмов «Три балбеса». Ещё Тарантино очень любит компьютерную игру Half-Life и рассматривает возможность экранизации этого шутера.
В 2009 году он назвал фильм «Королевская битва» японского режиссёра Киндзи Фукасаку своим любимым фильмом из тех, которые были выпущены в период с 1992 года, то есть с того момента, когда он стал режиссёром. В августе 2007 года во время 9-го Международного кинофестиваля в Маниле назвал филиппинских режиссёров Сирио Сантьяго, Эдди Ромеро и Херардо де Леона своими личными кумирами 1970-х годов.
Любимый русский фильм:
Слушайте, если вы спросите меня, какой мой самый любимый русский фильм, я вообще назову фильм Сергея Эйзенштейна «Александр Невский»
Также в 2019 году на пресс-конференции в Москве Квентин Тарантино сказал, что одним из его любимых фильмов детства является фильм «Человек-амфибия», который он много раз смотрел.
Я маленьким много раз смотрел фильм «Человек-амфибия», обожал его. Я не знал, что он русский.
Тарантино, заметив отсылки к своим работам в таких фильмах Marvel Studios, как «Первый мститель: Другая война» (2014) и «Капитан Марвел» (2019), признался: «Наверное, первый комментарий, который я когда-либо прочитал, был в колонке Стэна Ли „Soapbox“. И неожиданно мою вселенную начали цитировать в Кинематографической вселенной Marvel. Было приятно». В преддверии премьеры фильма «Мстители: Финал» Тарантино посмотрел фильмы КВМ и отдельно выделил фильм Тайки Вайтити «Тор: Рагнарёк» (2017) словами: «Мне очень понравилось. Мой любимый фильм франшизы со времен „Мстителей“».

## Фильмография
| Год        | Фильм                                              | Режиссёр  | Сценарист | Продюсер  | Актёр     | Роль самого К. Тарантино                                                     |
| ---------- | -------------------------------------------------- | --------- | --------- | --------- | --------- | ---------------------------------------------------------------------------- |
| 1983       | Неразлучники в неволе                              | зелёная ✓ | зелёная ✓ |           | зелёная ✓ |                                                                              |
| 1985       | Золотые девочки                                    |           |           |           | зелёная ✓ | Подражатель Элвиса Пресли                                                    |
| 1987       | День рождения моего лучшего друга                  | зелёная ✓ | зелёная ✓ | зелёная ✓ | зелёная ✓ | Кларенс                                                                      |
| 1991       | После полуночи                                     |           |           | зелёная ✓ |           |                                                                              |
| 1992       | Бешеные псы                                        | зелёная ✓ | зелёная ✓ |           | зелёная ✓ | Мистер Коричневый                                                            |
| 1992       | Эдди Пресли                                        |           |           |           | зелёная ✓ | работник сумасшедшего дома                                                   |
| 1993       | Настоящая любовь                                   |           | зелёная ✓ |           |           |                                                                              |
| 1993       | Железная обезьяна                                  |           |           | зелёная ✓ |           |                                                                              |
| 1994       | Убить Зои                                          |           |           | зелёная ✓ |           |                                                                              |
| 1994       | Криминальное чтиво                                 | зелёная ✓ | зелёная ✓ |           | зелёная ✓ | Джимми Диммик                                                                |
| 1994       | Американская девушка                               |           |           |           | зелёная ✓ | Дэсмонд                                                                      |
| 1994       | Прирождённые убийцы                                |           | зелёная ✓ |           |           |                                                                              |
| 1994       | Спи со мной                                        |           |           |           | зелёная ✓ | Сид                                                                          |
| 1994       | Любить кого-то                                     |           |           |           | зелёная ✓ | Бармен                                                                       |
| 1995       | Дестини включает радио                             |           |           |           | зелёная ✓ | Джонни Дестини / Дьявол                                                      |
| 1995       | Отчаянный                                          |           |           |           | зелёная ✓ | Рассказчик анекдота (камео)                                                  |
| 1995       | Танцуй со мной, пока мы любим                      |           | зелёная ✓ |           | зелёная ✓ | Жених                                                                        |
| 1995       | Четыре комнаты                                     | зелёная ✓ | зелёная ✓ | зелёная ✓ | зелёная ✓ | Честер Раш                                                                   |
| 1995       | От заката до рассвета                              |           | зелёная ✓ | зелёная ✓ | зелёная ✓ | Ричард Гекко                                                                 |
| 1996       | Девушка № 6                                        |           |           |           | зелёная ✓ | директор № 1 в Нью-Йорке                                                     |
| 1996       | Запёкшаяся кровь                                   |           | зелёная ✓ | зелёная ✓ |           |                                                                              |
| 1997       | Джеки Браун                                        | зелёная ✓ | зелёная ✓ |           | зелёная ✓ | голос на автоответчике Джеки (озвучка)                                       |
| 1998       | Господь сказал — ха!                               |           |           | зелёная ✓ |           |                                                                              |
| 1999       | От заката до рассвета 2: Кровавые деньги из Техаса |           |           | зелёная ✓ |           |                                                                              |
| 2000       | От заката до рассвета 3: Дочь палача               |           |           | зелёная ✓ |           |                                                                              |
| 2000       | Никки, дьявол-младший                              |           |           |           | зелёная ✓ | слепой священник                                                             |
| 2002, 2004 | Шпионка                                            |           |           |           | зелёная ✓ | Маккенас Коул                                                                |
| 2003       | Убить Билла. Фильм 1                               | зелёная ✓ | зелёная ✓ |           |           |                                                                              |
| 2004       | Убить Билла. Фильм 2                               | зелёная ✓ | зелёная ✓ |           |           |                                                                              |
| 2004       | Приключения Модести Блэйз                          |           |           | зелёная ✓ |           |                                                                              |
| 2005       | Долтри Кэлхун                                      |           |           | зелёная ✓ |           |                                                                              |
| 2005       | Город грехов                                       | зелёная ✓ |           |           |           | приглашенный сорежиссёр                                                      |
| 2005       | Хостел                                             |           |           | зелёная ✓ |           |                                                                              |
| 2005       | «Опасность из могилы»                              | зелёная ✓ | зелёная ✓ |           |           |                                                                              |
| 2006       | Неистовство свободы                                |           |           | зелёная ✓ |           |                                                                              |
| 2007       | Планета страха                                     |           |           | зелёная ✓ | зелёная ✓ | Насильник № 1                                                                |
| 2007       | Доказательство смерти                              | зелёная ✓ | зелёная ✓ | зелёная ✓ | зелёная ✓ | Бармен Уоррен                                                                |
| 2007       | Хостел 2                                           |           |           | зелёная ✓ |           |                                                                              |
| 2007       | Сукияки Вестерн Джанго                             |           | зелёная ✓ | зелёная ✓ | зелёная ✓ | Пиринго                                                                      |
| 2008       | Адская поездка                                     |           |           | зелёная ✓ |           |                                                                              |
| 2009       | Бесславные ублюдки                                 | зелёная ✓ | зелёная ✓ |           | зелёная ✓ | оскальпированный немецкий солдат / солдат на башне в фильме «Гордость нации» |
| 2010       | Приходите домой                                    |           |           | зелёная ✓ |           |                                                                              |
| 2012       | Джанго освобождённый                               | зелёная ✓ | зелёная ✓ |           | зелёная ✓ | работник компании ЛеКуинта Дики / Роберт, член банды Большого Папочки        |
| 2014       | Мисс Переполох                                     |           |           |           | зелёная ✓ | камео                                                                        |
| 2015       | Омерзительная восьмёрка                            | зелёная ✓ | зелёная ✓ |           | зелёная ✓ | рассказчик (озвучка)                                                         |
| 2019       | Однажды в Голливуде                                | зелёная ✓ | зелёная ✓ | зелёная ✓ |           |                                                                              |
| 2019       | Однажды... Тарантино                               |           |           |           | зелёная ✓ | камео (архивные кадры)                                                       |
| 2022       | На взводе: Битва за Uber                           |           |           |           |           | рассказчик (озвучка)                                                         |

### Романы
- Однажды в Голливуде / Once Upon a Time in Hollywood (2021, рус. перевод 2021)

### Сборники эссе
- «Киноспекуляции» / Cinema Speculation (2022, рус. перевод 2023)

## Награды и рейтинги

### Рейтинги

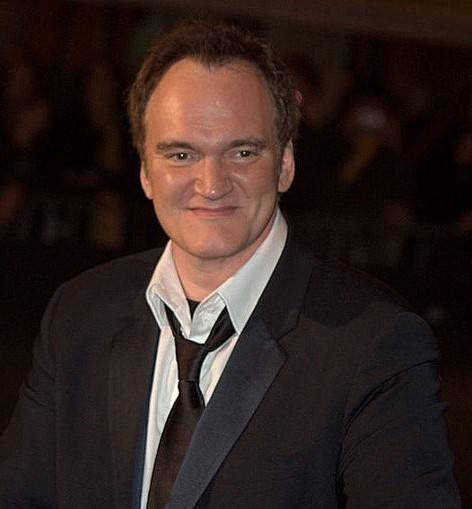
Тарантино в Париже на вручении кинопремии «Сезар» в 2011 году

Тарантино получил 37 наград и участвовал ещё в 47 номинациях. В 2007 году журнал Total Film поставил его имя на 12 место в списке лучших режиссёров всех времён. А в 2008 году IMDB составил рейтинг современных режиссёров, снявших не менее 4 полнометражных фильмов, исходя из среднего рейтинга фильма, где Тарантино занял первую строчку с рейтингом 8,12.
Шесть его фильмов входят в список «100 лучших фильмов всех времён и народов» по версии журнала «FHM»: «Криминальное чтиво» (№ 1), «Бешеные псы» (№ 11), «Убить Билла. Фильм 1» (№ 25), «Убить Билла. Фильм 2» (№ 26), «От заката до рассвета» (№ 73), «Настоящая любовь» (№ 75).
Занял 81-ю строчку в 2004 году в списке ста самых влиятельных фигур, составляемом журналом «Premiere», и 8-е место в 2005 году в рейтинге «Величайшие режиссёры всех времён», составленном британским журналом Empire. По состоянию на конец 2007 года замыкал список «100 гениев современности».
- 2004 — офицер французского ордена Искусств и литературы.
- 2013 — командор французского ордена Искусств и литературы[154].

В 2010 году стал командором венгерского ордена Заслуг. В 2022 году был удостоен степени почётного доктора философии (Doctor Philosophiae Honoris Causa) Еврейского университета в Иерусалиме «за признанный критиками успех в качестве сценариста, режиссёра и актёра».
21 декабря 2015 года Тарантино стал обладателем звезды на Голливудской аллее славы. Кроме поклонников, поздравить режиссёра пришло множество актёров и коллег, в том числе Зои Белл, Уолтон Гоггинс, Дженнифер Джейсон Ли, Тим Рот и его давний друг и соратник, Сэмюэл Л. Джексон.

### Награды и номинации
| Год  | Название                                                    | Награда                                                   | Категория                                     | Результат |
| ---- | ----------------------------------------------------------- | --------------------------------------------------------- | --------------------------------------------- | --------- |
| 1992 | «Бешеные псы»                                               | Премия «Мария» «Международного Кинофестиваля в Каталонии» | «Лучший режиссёр»                             | Победа    |
| 1992 | «Бешеные псы»                                               | Премия «Мария» «Международного Кинофестиваля в Каталонии» | «Лучший сценарий»                             | Победа    |
| 1992 | «Бешеные псы»                                               | «Кинофестиваль в Торонто»                                 | «Приз ФИПРЕССИ (Приз международных критиков)» | Победа    |
| 1992 | «Бешеные псы»                                               | «Независимый дух»                                         | «Лучший дебютный фильм»                       | Номинация |
| 1992 | «Бешеные псы»                                               | «Независимый дух»                                         | «Лучший режиссёр»                             | Номинация |
| 1992 | «Бешеные псы»                                               | Кинофестиваль «Сандэнс»                                   | «Драматический фильм»                         | Номинация |
| 1993 | «Настоящая любовь»                                          | «Сатурн»                                                  | «Лучший сценарий»                             | Номинация |
| 1994 | «Криминальное чтиво»                                        | «Оскар»                                                   | «Лучший режиссёр»                             | Номинация |
| 1994 | «Криминальное чтиво»                                        | «Оскар»                                                   | «Лучший оригинальный сценарий»                | Победа    |
| 1994 | «Криминальное чтиво»                                        | «Золотой глобус»                                          | «Лучший режиссёр»                             | Номинация |
| 1994 | «Криминальное чтиво»                                        | «Золотой глобус»                                          | «Лучший сценарий»                             | Победа    |
| 1994 | «Криминальное чтиво»                                        | BAFTA                                                     | «Лучший фильм»                                | Номинация |
| 1994 | «Криминальное чтиво»                                        | BAFTA                                                     | «Лучший режиссёр»                             | Номинация |
| 1994 | «Криминальное чтиво»                                        | BAFTA                                                     | «Лучший оригинальный сценарий»                | Победа    |
| 1994 | «Криминальное чтиво»                                        | «Каннский кинофестиваль»                                  | «Золотая пальмовая ветвь за лучший фильм»     | Победа    |
| 1994 | «Криминальное чтиво»                                        | «Сезар»                                                   | «Лучший фильм на иностранном языке»           | Номинация |
| 1994 | «Криминальное чтиво»                                        | «Давид ди Донателло»                                      | «Лучший иностранный фильм»                    | Победа    |
| 1994 | «Криминальное чтиво»                                        | «Премия Эдгара Аллана По»                                 | «Лучший фильм»                                | Победа    |
| 1994 | «Криминальное чтиво»                                        | «Национальный совет кинокритиков США»                     | «Лучший режиссёр»                             | Победа    |
| 1994 | «Криминальное чтиво»                                        | «Независимый дух»                                         | «Лучший режиссёр»                             | Победа    |
| 1994 | «Криминальное чтиво»                                        | «Независимый дух»                                         | «Лучший сценарий»                             | Победа    |
| 1994 | «Криминальное чтиво»                                        | «Премия Гильдии режиссёров США»                           | «Лучший режиссёр полнометражного фильма»      | Номинация |
| 1996 | «От заката до рассвета»                                     | «Сатурн»                                                  | «Лучшая мужская роль второго плана»           | Номинация |
| 1996 | «От заката до рассвета»                                     | «Сатурн»                                                  | «Лучший сценарий»                             | Номинация |
| 1996 | «От заката до рассвета»                                     | «Золотая малина» (антипремия)                             | «Худшая мужская роль второго плана»           | Номинация |
| 1998 | «Джеки Браун»                                               | «Берлинский кинофестиваль»                                | «Золотой медведь за лучший фильм»             | Номинация |
| 2003 | «Убить Билла. Фильм 1»                                      | «Сатурн»                                                  | «Лучший режиссёр»                             | Номинация |
| 2003 | «Убить Билла. Фильм 1»                                      | «Сатурн»                                                  | «Лучший сценарий»                             | Номинация |
| 2003 | «Убить Билла. Фильм 1»                                      | «Спутник»                                                 | «Лучший оригинальный сценарий»                | Номинация |
| 2004 | «Убить Билла. Фильм 2»                                      | «Грэмми»                                                  | «Лучший саундтрек»                            | Номинация |
| 2004 | «Убить Билла. Фильм 2»                                      | «Сатурн»                                                  | «Лучший режиссёр»                             | Номинация |
| 2004 | «Убить Билла. Фильм 2»                                      | «Сатурн»                                                  | «Лучший сценарий»                             | Номинация |
| 2004 | «Убить Билла. Фильм 2»                                      | Приз Европейской киноакадемии                             | Приз Screen International Award               | Номинация |
| 2006 | «C.S.I.: Место преступления» (эпизод «Серьёзные опасности») | «Премия Эдгара Аллана По»                                 | «Лучший эпизод сериала»                       | Номинация |
| 2006 | «C.S.I.: Место преступления» (эпизод «Серьёзные опасности») | «Эмми»                                                    | «Лучший режиссёр драматического телесериала»  | Номинация |
| 2007 | «Доказательство смерти»                                     | «Каннский кинофестиваль»                                  | «Золотая пальмовая ветвь за лучший фильм»     | Номинация |
| 2009 | «Бесславные ублюдки»                                        | «Оскар»                                                   | «Лучший режиссёр»                             | Номинация |
| 2009 | «Бесславные ублюдки»                                        | «Оскар»                                                   | «Лучший оригинальный сценарий»                | Номинация |
| 2009 | «Бесславные ублюдки»                                        | «Золотой глобус»                                          | «Лучший режиссёр»                             | Номинация |
| 2009 | «Бесславные ублюдки»                                        | «Золотой глобус»                                          | «Лучший сценарий»                             | Номинация |
| 2009 | «Бесславные ублюдки»                                        | BAFTA                                                     | «Лучший режиссёр»                             | Номинация |
| 2009 | «Бесславные ублюдки»                                        | BAFTA                                                     | «Лучший оригинальный сценарий»                | Номинация |
| 2009 | «Бесславные ублюдки»                                        | «Выбор критиков»                                          | «Лучший режиссёр»                             | Номинация |
| 2009 | «Бесславные ублюдки»                                        | «Выбор критиков»                                          | «Лучший оригинальный сценарий»                | Победа    |
| 2009 | «Бесславные ублюдки»                                        | «Сатурн»                                                  | «Лучший режиссёр»                             | Номинация |
| 2009 | «Бесславные ублюдки»                                        | «Сатурн»                                                  | «Лучший сценарий»                             | Номинация |
| 2009 | «Бесславные ублюдки»                                        | «Каннский кинофестиваль»                                  | «Золотая пальмовая ветвь за лучший фильм»     | Номинация |
| 2009 | «Бесславные ублюдки»                                        | «Премия Гильдии режиссёров США»                           | «Лучший режиссёр полнометражного фильма»      | Номинация |
| 2012 | «Джанго освобождённый»                                      | «Оскар»                                                   | «Лучший оригинальный сценарий»                | Победа    |
| 2012 | «Джанго освобождённый»                                      | «Золотой глобус»                                          | «Лучший режиссёр»                             | Номинация |
| 2012 | «Джанго освобождённый»                                      | «Золотой глобус»                                          | «Лучший сценарий»                             | Победа    |
| 2012 | «Джанго освобождённый»                                      | BAFTA                                                     | «Лучший режиссёр»                             | Номинация |
| 2012 | «Джанго освобождённый»                                      | BAFTA                                                     | «Лучший оригинальный сценарий»                | Победа    |
| 2012 | «Джанго освобождённый»                                      | «Выбор критиков»                                          | «Лучший оригинальный сценарий»                | Победа    |
| 2012 | «Джанго освобождённый»                                      | «Сатурн»                                                  | «Лучший сценарий»                             | Победа    |
| 2012 | «Джанго освобождённый»                                      | Голливудская кинопремия                                   | «Лучший сценарий»                             | Победа    |
| 2013 | -                                                           | За заметный вклад в мировое кино                          | «Люмьер»                                      | Победа    |
| 2015 | «Омерзительная восьмёрка»                                   | «Золотой глобус»                                          | «Лучший сценарий»                             | Номинация |
| 2015 | «Омерзительная восьмёрка»                                   | BAFTA                                                     | «Лучший оригинальный сценарий»                | Номинация |
| 2015 | «Омерзительная восьмёрка»                                   | «Выбор критиков»                                          | «Лучший оригинальный сценарий»                | Номинация |
| 2015 | «Омерзительная восьмёрка»                                   | Национальный совет кинокритиков США                       | «Лучший оригинальный сценарий»                | Победа    |
| 2019 | «Однажды в… Голливуде»                                      | «Оскар»                                                   | «Лучший фильм»                                | Номинация |
| 2019 | «Однажды в… Голливуде»                                      | «Оскар»                                                   | «Лучший режиссёр»                             | Номинация |
| 2019 | «Однажды в… Голливуде»                                      | «Оскар»                                                   | «Лучший оригинальный сценарий»                | Номинация |
| 2019 | «Однажды в… Голливуде»                                      | «Золотой глобус»                                          | «Лучший режиссёр»                             | Номинация |
| 2019 | «Однажды в… Голливуде»                                      | «Золотой глобус»                                          | «Лучший сценарий»                             | Победа    |
| 2019 | «Однажды в… Голливуде»                                      | BAFTA                                                     | «Лучший фильм»                                | Номинация |
| 2019 | «Однажды в… Голливуде»                                      | BAFTA                                                     | «Лучший режиссёр»                             | Номинация |
| 2019 | «Однажды в… Голливуде»                                      | BAFTA                                                     | «Лучший оригинальный сценарий»                | Номинация |
| 2019 | «Однажды в… Голливуде»                                      | «Выбор критиков»                                          | «Лучший режиссёр»                             | Номинация |
| 2019 | «Однажды в… Голливуде»                                      | «Выбор критиков»                                          | «Лучший оригинальный сценарий»                | Победа    |
| 2019 | «Однажды в… Голливуде»                                      | «Спутник»                                                 | «Лучший режиссёр»                             | Номинация |
| 2019 | «Однажды в… Голливуде»                                      | «Спутник»                                                 | «Лучший оригинальный сценарий»                | Номинация |
| 2019 | «Однажды в… Голливуде»                                      | AACTA                                                     | «Лучший режиссёр»                             | Победа    |
| 2019 | «Однажды в… Голливуде»                                      | AACTA                                                     | «Лучший сценарий»                             | Номинация |
| 2019 | «Однажды в… Голливуде»                                      | «Премия Гильдии режиссёров США»                           | «Лучший режиссёр полнометражного фильма»      | Номинация |
| 2019 | «Однажды в… Голливуде»                                      | «Национальный совет кинокритиков США»                     | «Лучший режиссёр»                             | Победа    |
| 2019 | «Однажды в… Голливуде»                                      | «Сезар»                                                   | «Лучший иностранный фильм»                    | Номинация |
| 2019 | «Однажды в… Голливуде»                                      | «Каннский кинофестиваль»                                  | «Золотая пальмовая ветвь за лучший фильм»     | Номинация |
| 2021 | «Однажды в… Голливуде»                                      | «Сатурн»                                                  | «Лучший фэнтези-фильм»                        | Победа    |